# The Return of the Space Cowboy
The Return of the Space Cowboy — второй студийный альбом британской группы Jamiroquai. В Великобритании альбом вышел 17 октября 1994 года, и дебютировал на 2 месте в британском чарте. В 1996 году альбом получил статус платинового.

## Об альбоме
Диск был записан в большой спешке за 6 месяцев в 7 разных студиях. В отличие от первого альбома, в стилистике The Return of the Space Cowboy присутствуют элементы многих музыкальных стилей, включая джаз-фьюжн и нео-психоделию. Как утверждает солист и автор песен Джей Кей, во многом вдохновением для написания материала стали наркотики, которые прямо или метафорически упоминаются во многих песнях альбома. В частности, в главном сингле «Space Cowboy» речь идёт о марихуане, в связи с чем видеоклип на эту песню был запрещён в США.

## Список композиций
1. «Just Another Story» (Кей/Смит) — 8:48
2. «Stillness In Time» (Кей/Смит) — 4:15
3. «Half The Man» (Кей/Смит) — 4:48
4. «Light Years» (Кей/Смит) — 5:53
5. «Manifest Destiny» (Кей/Смит) — 6:19
6. «The Kids» (Кей/Смит) — 5:08
7. «Mr Moon» (Кей/Смит/Зендер) — 5:28
8. «Scam» (Кей/Зендер) — 7:00
9. «Journey To Arnhemland» (Кей/Бьюкенен/Смит) — 5:19
10. «Morning Glory» (Кей) — 6:21
11. «Space Cowboy» (Кей) — 6:25

В американской версии альбома переставлены местами 1 и 11 песни, а также добавлен 12 трек «Light Years (live)».

В японской версии альбома добавлен 12 трек «Space Cowboy (Stoned Again mix)».

## Синглы
| Название                     | Дата выпуска     | Высшая позиция |
| ---------------------------- | ---------------- | -------------- |
| «The Kids» (только Япония)   | 21 марта 1994    | 28             |
| «Space Cowboy»               | 26 сентября 1994 | 17             |
| «Half The Man»               | 7 ноября 1994    | 15             |
| «Stillness in Time»          | 19 июня 1995     | 9              |
| «Morning Glory» (промосингл) | 1995             | —              |
| «Light Years» (только США)   | 6 февраля 1996   | —              |

## Музыканты, принявшие участие в записи
- Джей Кей (англ. Jay Kay): вокал
- Тоби Смит (англ. Toby Smith): клавишные
- Стюарт Зендер (англ. Stuart Zender): бас-гитара
- Гэвин Доддс (англ. Gavin Dodds): гитара
- Деррик Маккензи (англ. Derrick McKenzie): барабаны
- Маурицио Равалико (англ. Maurizio Ravalico): перкуссия
- Майк Смит (англ. Mike Smith): саксофон, флейта
- Джон Тикрелл (англ. John Thikrell): труба
- Уинстон Роллинс (англ. Winston Rollins): тромбон
- Уоллис Бьюкенен (англ. Wallis Buchanan): диджериду
- Диджей Дизайр (англ. DJ D-Zire): диджей
- Гленн Найтингейл (англ. Glenn Nightingale): гитара
- Джеффри Скэнтибэри: (англ. Jeffrey Scantiebury): перкуссия
- Ди Си Ли (англ. DC Lee): бэк-вокал
- Роберт Бэйли (англ. Robert Bailey): бэк-вокал